# Cola Song
Cola Song è un singolo della cantante rumena Inna con la partecipazione del cantautore colombiano J Balvin. Il medesimo è stato reso disponibile in download digitale dal 15 aprile 2014 ed estratto come primo singolo dal quarto album della cantante, Inna, che sarà pubblicato nel 2015.

## Descrizione
Cola Song è un brano dance pop dal ritmo uptempo che ha una durata di tre minuti e diciotto secondi. È stato scritto da Andrew Frampton, Breyan Isaac, José A. Osorio Balvin, Andreas Schuller e Thomas Joseph Rozdilsky mentre la produzione è stata curata da questi ultimi due (con i nomi TJR e Axiden).

## Tracce
Download digitale
Testi e musiche di Andrew Frampton, Breyan Isaac, José A. Osorio Balvin, Andreas Schuller e Thomas Joseph Rozdilsky; edizioni musicali Atlantic Records.
1. Cola Song (feat. J Balvin) – 3:18

## Classifiche
| Classifica (2014) | Posizione massima |
| ----------------- | ----------------- |
| Belgio (Vallonia) | 59                |
| Germania          | 77                |
| Italia            | 93                |
| Spagna            | 8                 |
| Svizzera          | 36                |